# 11.ª etapa da Volta a Espanha de 2021
A 11.ª etapa da Volta a Espanha de 2021 teve lugar a 25 de agosto de 2021 entre Antequera e Valdepeñas de Jaén sobre um percurso de 133,6 km e foi vencida pelo esloveno Primož Roglič da equipa Jumbo-Visma. O norueguês Odd Christian Eiking conseguiu manter a liderança.

## Classificação da etapa
| Antequera - Valdepeñas de Jaén | etapa escarpada | (133,6 km) |

| \| Classificação por etapas \| Classificação por etapas \| Classificação por etapas \| Classificação por etapas \| Classificação por etapas \| \| Ciclista \| Ciclista \| Equipe \| Tempo \| \| \| ------------------------ \| ------------------------ \| ---------------------------------- \| ------------------------ \| ------------------------ \| \| 1. \| Primož Roglič \| Jumbo-Visma \| 3h11m00s \| \| \| 2. \| Enric Mas \| Movistar Team \| + 3s \| \| \| 3. \| Miguel Ángel López \| Movistar Team \| + 5s \| \| \| 4. \| Jack Haig \| Bahrain Victorious \| + 7s \| \| \| 5. \| Adam Yates \| Ineos Grenadiers \| + 7s \| \| \| 6. \| Romain Bardet \| Team DSM \| + 7s \| \| \| 7. \| Felix Großschartner \| Bora-Hansgrohe \| + 7s \| \| \| 8. \| Aleksandr Vlasov \| Astana-Premier Tech \| + 7s \| \| \| 9. \| Egan Bernal \| Ineos Grenadiers \| + 11s \| \| \| 10. \| Odd Christian Eiking \| Intermarché-Wanty-Gobert Matériaux \| + 11s \| \| |                      |                                    |          |
| |                      |                                    |          |
| Fonte: ProCyclingStats |                      |                                    |          |
| Classificação por etapas |                      |                                    |          |
| Ciclista | Ciclista             | Equipe                             | Tempo    |
| 1. | Primož Roglič        | Jumbo-Visma                        | 3h11m00s |
| 2. | Enric Mas            | Movistar Team                      | + 3s     |
| 3. | Miguel Ángel López   | Movistar Team                      | + 5s     |
| 4. | Jack Haig            | Bahrain Victorious                 | + 7s     |
| 5. | Adam Yates           | Ineos Grenadiers                   | + 7s     |
| 6. | Romain Bardet        | Team DSM                           | + 7s     |
| 7. | Felix Großschartner  | Bora-Hansgrohe                     | + 7s     |
| 8. | Aleksandr Vlasov     | Astana-Premier Tech                | + 7s     |
| 9. | Egan Bernal          | Ineos Grenadiers                   | + 11s    |
| 10. | Odd Christian Eiking | Intermarché-Wanty-Gobert Matériaux | + 11s    |

## Classificações ao final da etapa

### Classificação geral
| \| Classificação geral \| Classificação geral \| Classificação geral \| Classificação geral \| Classificação geral \| \| Ciclista \| Ciclista \| Equipe \| Tempo \| \| \| ------------------- \| -------------------- \| ---------------------------------- \| ------------------- \| ------------------- \| \| 1. \| Odd Christian Eiking \| Intermarché-Wanty-Gobert Matériaux \| 41h48m57s \| \| \| 2. \| Guillaume Martin \| Cofidis \| + 58s \| \| \| 3. \| Primož Roglič \| Jumbo-Visma \| + 1m56s \| \| \| 4. \| Enric Mas \| Movistar Team \| + 2m31s \| \| \| 5. \| Miguel Ángel López \| Movistar Team \| + 3m28s \| \| \| 6. \| Jack Haig \| Bahrain Victorious \| + 3m55s \| \| \| 7. \| Egan Bernal \| Ineos Grenadiers \| + 4m46s \| \| \| 8. \| Adam Yates \| Ineos Grenadiers \| + 4m57s \| \| \| 9. \| Sepp Kuss \| Jumbo-Visma \| + 5m03s \| \| \| 10. \| Felix Großschartner \| Bora-Hansgrohe \| + 5m38s \| \| |                      |                                    |           |
| |                      |                                    |           |
| Fonte: ProCyclingStats |                      |                                    |           |
| Classificação geral |                      |                                    |           |
| Ciclista | Ciclista             | Equipe                             | Tempo     |
| 1. | Odd Christian Eiking | Intermarché-Wanty-Gobert Matériaux | 41h48m57s |
| 2. | Guillaume Martin     | Cofidis                            | + 58s     |
| 3. | Primož Roglič        | Jumbo-Visma                        | + 1m56s   |
| 4. | Enric Mas            | Movistar Team                      | + 2m31s   |
| 5. | Miguel Ángel López   | Movistar Team                      | + 3m28s   |
| 6. | Jack Haig            | Bahrain Victorious                 | + 3m55s   |
| 7. | Egan Bernal          | Ineos Grenadiers                   | + 4m46s   |
| 8. | Adam Yates           | Ineos Grenadiers                   | + 4m57s   |
| 9. | Sepp Kuss            | Jumbo-Visma                        | + 5m03s   |
| 10. | Felix Großschartner  | Bora-Hansgrohe                     | + 5m38s   |

### Classificação por pontos
| Classificação por pontos | Classificação por pontos | Classificação por pontos | Classificação por pontos | Classificação por pontos |
| Ciclista                 | Ciclista                 | Equipe                   | Pontos                   |                          |
| ------------------------ | ------------------------ | ------------------------ | ------------------------ | ------------------------ |
| 1.                       | Fabio Jakobsen           | Deceuninck-Quick Step    | 180 pts                  |                          |
| 2.                       | Primož Roglič            | Jumbo-Visma              | 101 pts                  |                          |
| 3.                       | Magnus Cort              | EF Education-Nippo       | 84 pts                   |                          |
| 4.                       | Arnaud Démare            | Groupama-FDJ             | 74 pts                   |                          |
| 5.                       | Alberto Dainese          | Team DSM                 | 73 pts                   |                          |
| 6.                       | Michael Matthews         | BikeExchange             | 70 pts                   |                          |
| 7.                       | Enric Mas                | Movistar Team            | 69 pts                   |                          |
| 8.                       | Lilian Calmejane         | AG2R Citroën Team        | 59 pts                   |                          |
| 9.                       | Matteo Trentin           | UAE Team Emirates        | 54 pts                   |                          |
| 10.                      | Miguel Ángel López       | Movistar Team            | 52 pts                   |                          |

### Classificação da montanha
| Classificação da montanha | Classificação da montanha | Classificação da montanha          | Classificação da montanha | Classificação da montanha |
| Ciclista                  | Ciclista                  | Equipe                             | Pontos                    |                           |
| ------------------------- | ------------------------- | ---------------------------------- | ------------------------- | ------------------------- |
| 1.                        | Damiano Caruso            | Bahrain Victorious                 | 31 pts                    |                           |
| 2.                        | Romain Bardet             | Team DSM                           | 22 pts                    |                           |
| 3.                        | Michael Storer            | Team DSM                           | 17 pts                    |                           |
| 4.                        | Pavel Sivakov             | Ineos Grenadiers                   | 16 pts                    |                           |
| 5.                        | Jack Haig                 | Bahrain Victorious                 | 15 pts                    |                           |
| 6.                        | Primož Roglič             | Jumbo-Visma                        | 12 pts                    |                           |
| 7.                        | Kenny Elissonde           | Trek-Segafredo                     | 11 pts                    |                           |
| 8.                        | Rein Taaramäe             | Intermarché-Wanty-Gobert Matériaux | 10 pts                    |                           |
| 9.                        | Sepp Kuss                 | Jumbo-Visma                        | 9 pts                     |                           |
| 10.                       | Magnus Cort               | EF Education-Nippo                 | 8 pts                     |                           |

### Classificação dos jovens
| Classificação dos jovens | Classificação dos jovens | Classificação dos jovens | Classificação dos jovens | Classificação dos jovens |
| Ciclista                 | Ciclista                 | Equipe                   | Tempo                    |                          |
| ------------------------ | ------------------------ | ------------------------ | ------------------------ | ------------------------ |
| 1.                       | Egan Bernal              | Ineos Grenadiers         | 41h53m43s                |                          |
| 2.                       | Aleksandr Vlasov         | Astana-Premier Tech      | + 1m22s                  |                          |
| 3.                       | Gino Mäder               | Bahrain Victorious       | + 2m08s                  |                          |
| 4.                       | Juan Pedro López         | Trek-Segafredo           | + 4m49s                  |                          |
| 5.                       | Rémy Rochas              | Cofidis                  | + 17m12s                 |                          |
| 6.                       | Steff Cras               | Lotto-Soudal             | + 32m52s                 |                          |
| 7.                       | Clément Champoussin      | AG2R Citroën Team        | + 33m02s                 |                          |
| 8.                       | Michael Storer           | Team DSM                 | + 38m55s                 |                          |
| 9.                       | Jefferson Cepeda         | Caja Rural-Seguros RGA   | + 42m08s                 |                          |
| 10.                      | Pavel Sivakov            | Ineos Grenadiers         | + 47m24s                 |                          |

### Classificação por equipas
| Classificação por equipes | Classificação por equipes          | Classificação por equipes | Classificação por equipes |
| Equipe                    | Equipe                             | Tempo                     |                           |
| ------------------------- | ---------------------------------- | ------------------------- | ------------------------- |
| 1.                        | Ineos Grenadiers                   | 125h25m12s                |                           |
| 2.                        | UAE Team Emirates                  | + 12m18s                  |                           |
| 3.                        | Movistar Team                      | + 14m17s                  |                           |
| 4.                        | Bahrain Victorious                 | + 15m10s                  |                           |
| 5.                        | Jumbo-Visma                        | + 19m56s                  |                           |
| 6.                        | Trek-Segafredo                     | + 29m58s                  |                           |
| 7.                        | Intermarché-Wanty-Gobert Matériaux | + 40m38s                  |                           |
| 8.                        | Astana-Premier Tech                | + 45m56s                  |                           |
| 9.                        | AG2R Citroën Team                  | + 52m23s                  |                           |
| 10.                       | Cofidis                            | + 58m28s                  |                           |

## Abandonos
Alex Aranburu e Jasper Philipsen não tomaram a saída e Simon Carr não completou a etapa.